# اورلندو مجیک
اورلندو مجیک، به (انگلیسی Orlando Magic) یکی از تیم‌های حاضر اتحادیه ملی بسکتبال آمریکا است و مقر آن در شهر اورلندو در ایالت فلوریدا قرار دارد.

## بازیکنان
بازیکنان مشهور آنان جمیر نلسون، گیلبرت آریناس، هدایت ترک‌اوغلی هستند.

## نگارخانه

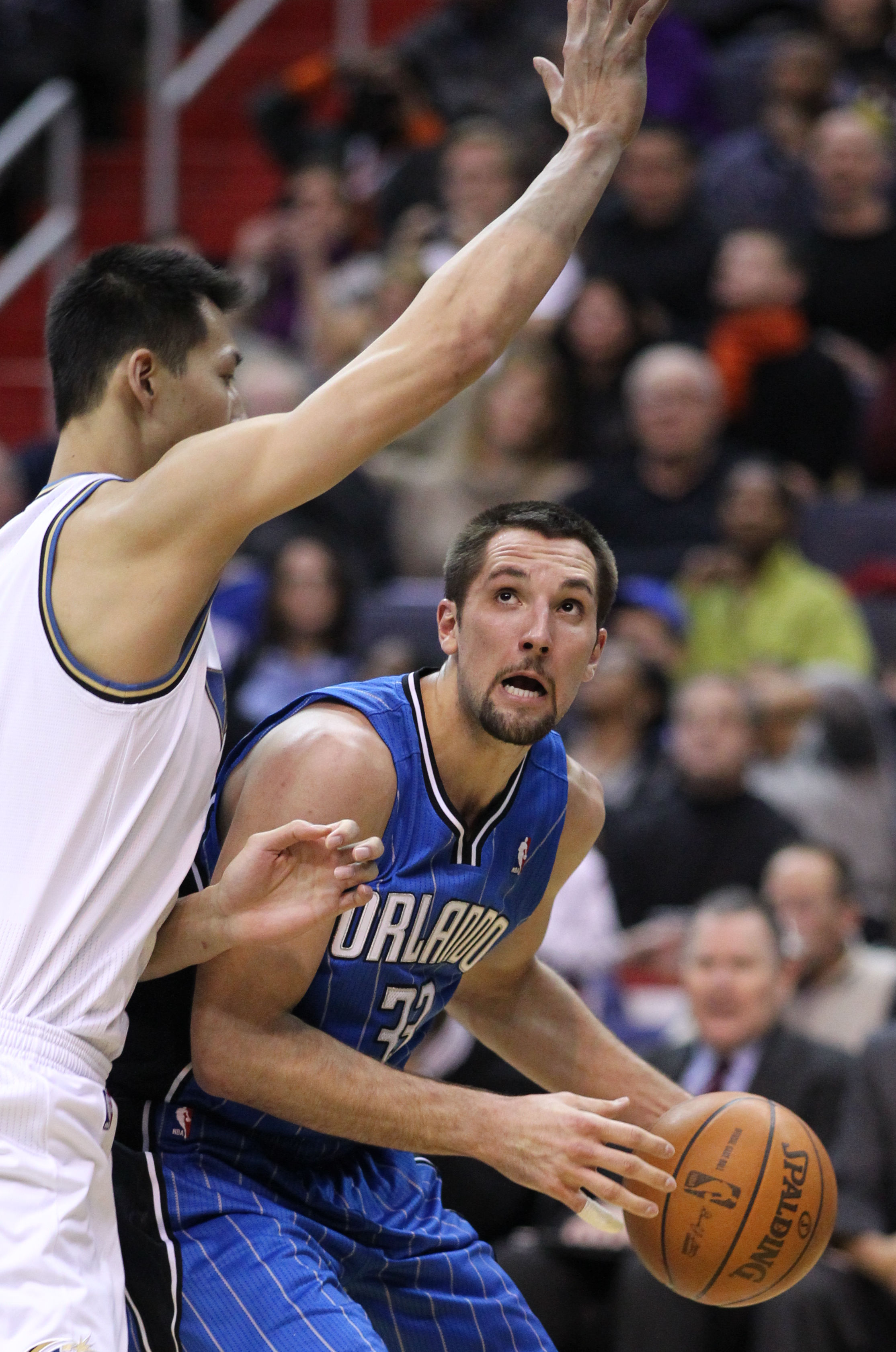
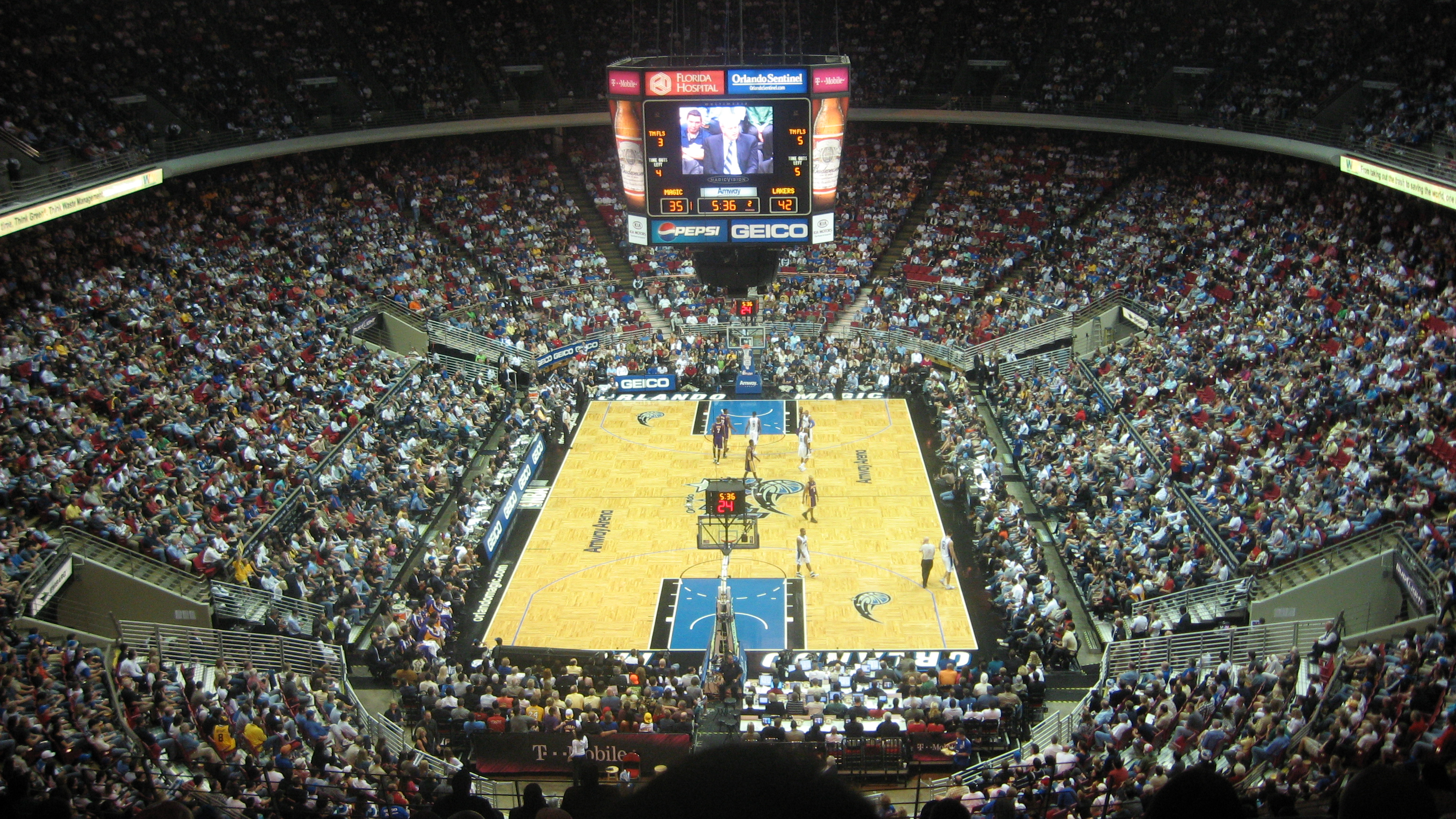
ام‌وی آرنا
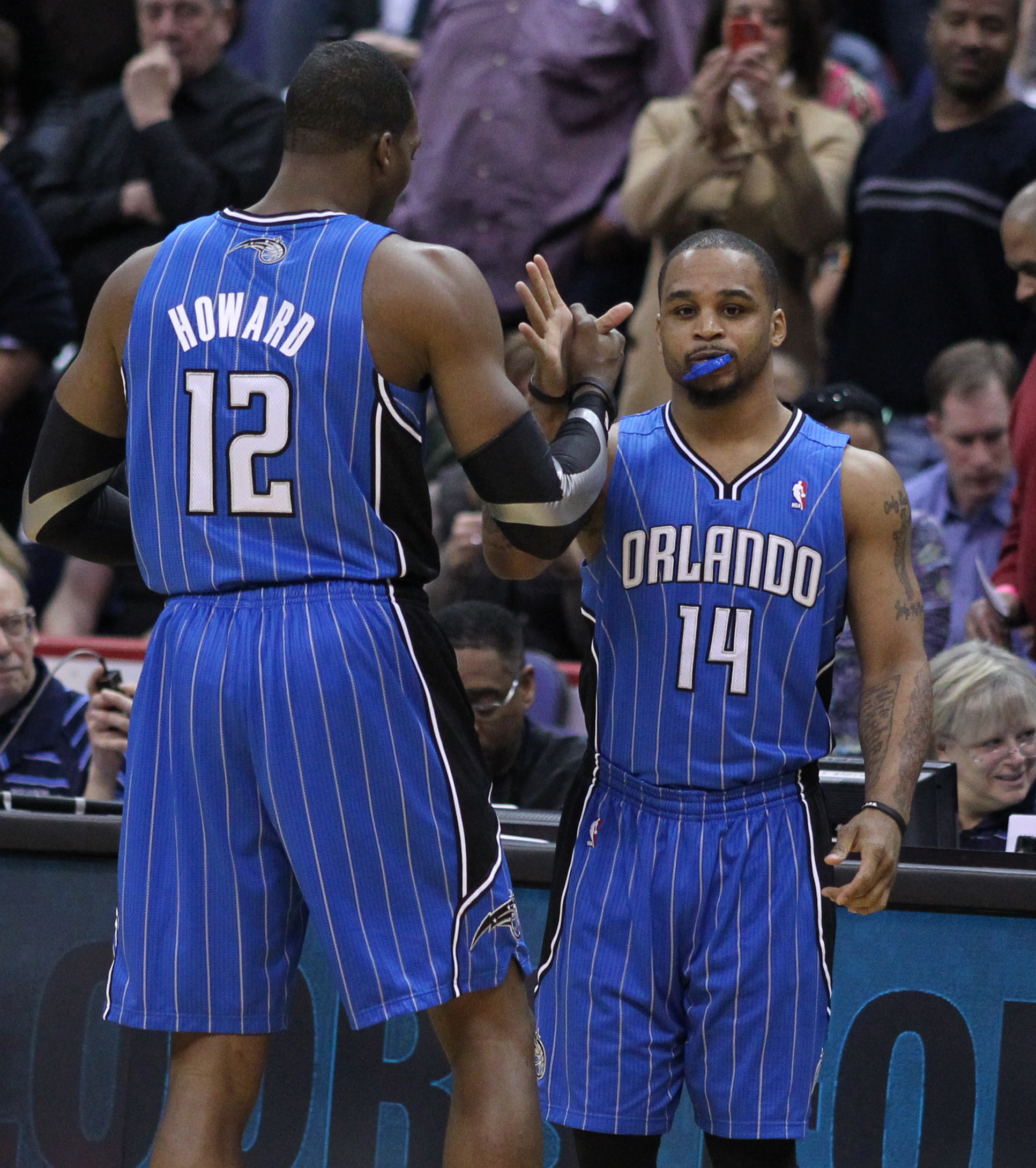

## وبگاه رسمی
- Orlando Magic